# Curling-Europameisterschaft 1991
Die Curling-Europameisterschaft 1991 der Männer und Frauen fand vom 8. bis 14. Dezember in Chamonix in Frankreich statt. 1991 kehrte man zum Modus mit Round Robin und Play-off zurück. Außerdem wurde das Teilnehmerfeld in zwei Leistungsklassen unterteilt, in Gruppe A wurde um den Titel gespielt, das Team auf dem letzten Platz ist für das folgende Jahr in die Gruppe B abgestiegen, das Zweitletzte spielte eine Barrage gegen den Zweiten der Gruppe B um die Zugehörigkeit in der Gruppe A. Der Sieger der Gruppe B stieg direkt in die Gruppe A auf.
Das Turnier diente auch der Qualifikation für die Curling-Weltmeisterschaft 1992, die ersten 5 Teams der Gruppe A und der Sieger der Gruppe B waren direkt qualifiziert, der Sieger der Barrage erhielt den letzten freien Startplatz. 

## Turnier der Männer

### Teilnehmer

#### Gruppe A
| Dänemark | Deutschland | Frankreich | Norwegen                                                                                      |
| --- | --- | --- | --------------------------------------------------------------------------------------------- |
| Skip: Gert Larsen Third: Oluf Olsen Second: Michael Harry Lead: Henrik Jakobsen Alternate: Ulrik Schmidt     | Skip: Roland Jentsch Third: Uli Sutor Second: Charlie Kapp Lead: Alexander Huchel Alternate: Ulrich Kapp       | Skip: Dominique Dupont-Roc Third: Claude Feige Second: Patrick Philippe Lead: Daniel Moratelli Alternate: Thierry Mercier | Skip: Tormod Andreassen Third: Stig-Arne Gunnestad Second: Flemming Davanger Lead: Kjell Berg |
| Schweden | Schweiz | Schottland |                                                                                               |
| Skip: Per Hedin Third: Jan Strandlund Second: Kenneth Rydén Lead: Jan Lundblad Alternate: Lars-Åke Nordström | Skip: Daniel Model Third: Mario Flückiger Second: Michael H.-J. Lips Lead: Thomas Lips Alternate: Marc Brügger | Skip: David Smith Third: Graeme Connal Second: Peter Smith Lead: David Hay                                                |                                                                                               |

#### Gruppe B
| Belgien | Bulgarien                                                                              | England                                                                                | Finnland | Italien                                                                                                   |
| --- | -------------------------------------------------------------------------------------- | -------------------------------------------------------------------------------------- | --- | --- |
| Skip: Blair Roberts Third: Walter Verbueken Second: Marcel Marién Lead: Pierre Hallants Alternate: Didier Plasschaert | Skip: Lubomir Velinov Third: Miron Mironov Second: Kiril Kirilov Lead: Nicholay Smilev | Skip: Alistair Burns Third: John Deakin Second: Neil Hardie Lead: Stephen Watt         | Skip: Jussi Uusipaavalniemi Third: Jori Aro Second: Markku Uusipaavalniemi Lead: Mikko Orrainen Alternate: Juhani Heinonen | Skip: Vittorino Boschet Third: Alessandro Fummi Second: Vittorio Moglia Lead: Livio Zanardo               |
| Luxemburg | Niederlande                                                                            | Österreich                                                                             | Tschechoslowakei | Wales |
| Skip: Dave Davidson Third: Nico Schweich Second: Denis Boulianne Lead: Phillipe Dieron Alternate: William Bannerman   | Skip: Wim Neeleman Third: Gustaf van Imhoff Second: Floris van Imhoff Lead: Rob Vilain | Skip: Jakob Küchl Third: Ronald Koudelka Second: Richard Obermoser Lead: Adolf Bachler | Skip: Radek Klima Third: Tomas Klima Second: Milos Plzak Lead: Radek Zdarsky Alternate: Jan Letal                          | Skip: Adrian Meikle Third: Hugh Meikle Second: J.Paul Heiskle Lead: Nick Leslie Alternate: Timothy Rhodes |

### Round Robin

#### Gruppe A
| Schlüssel | Schlüssel   |
| --------- | ----------- |
|           | Play-offs   |
|           | Tie-Breaker |

| Draw | Begegnung                | Resultat | Begegnung                | Resultat | Begegnung              | Resultat |
| ---- | ------------------------ | -------- | ------------------------ | -------- | ---------------------- | -------- |
| 1    | Schottland – Dänemark    | 5-4      | Deutschland – Schweiz    | 6-5      | Schweden – Frankreich  | 5-4      |
| 2    | Dänemark – Schweiz       | 8-6      | Schottland – Frankreich  | 8-3      | Deutschland – Norwegen | 6-4      |
| 3    | Schweiz – Schweden       | 12-4     | Schottland – Norwegen    | 7-4      | Deutschland – Dänemark | 8-5      |
| 4    | Schottland – Schweden    | 9-2      | Schweiz – Norwegen       | 4-3      | Frankreich – Dänemark  | 7-5      |
| 5    | Schottland – Deutschland | 9-3      | Schweden – Dänemark      | 10-5     | Frankreich – Norwegen  | 7-3      |
| 6    | Dänemark – Norwegen      | 8-0      | Schweden – Deutschland   | 10-0     | Schweiz – Frankreich   | 7-5      |
| 7    | Schweden – Norwegen      | 9-7      | Deutschland – Frankreich | 9-4      | Schweiz – Schottland   | 13-1     |

| Platz | Team        | Spiele | Siege | Ndlg. |
| ----- | ----------- | ------ | ----- | ----- |
| 1.    | Schottland  | 6      | 5     | 1     |
| 2.    | Deutschland | 6      | 4     | 2     |
| 3.    | Schweiz     | 6      | 4     | 2     |
| 4.    | Schweden    | 6      | 4     | 2     |
| 5.    | Frankreich  | 6      | 2     | 4     |
| 6.    | Dänemark    | 6      | 2     | 4     |
| 7.    | Norwegen    | 6      | 0     | 6     |

#### Tie Breaker
| Spiel     | Begegnung             | Resultat |
| --------- | --------------------- | -------- |
| um Rang 5 | Frankreich – Dänemark | 8-5      |

#### Gruppe B
| Schlüssel | Schlüssel   |
| --------- | ----------- |
|           | Play-offs   |
|           | Tie-Breaker |

#### Gruppe B 1
| Draw | Begegnung                  | Resultat | Begegnung                     | Resultat |
| ---- | -------------------------- | -------- | ----------------------------- | -------- |
| 1    | Österreich – Wales         | 9-3      | Finnland – Tschechoslowakei   | 16-0     |
| 2    | Finnland – Österreich      | 8-4      | Wales – Belgien               | 7-6      |
| 3    | Österreich – Belgien       | 5-3      | Wales – Tschechoslowakei      | 9-5      |
| 4    | Finnland – Belgien         | 10-2     | Österreich – Tschechoslowakei | 10-5     |
| 5    | Tschechoslowakei – Belgien | 9-4      | Finnland – Wales              | 8-4      |

| Platz | Team             | Spiele | Siege | Ndlg. |
| ----- | ---------------- | ------ | ----- | ----- |
| 1.    | Finnland         | 4      | 4     | 0     |
| 2.    | Österreich       | 4      | 3     | 1     |
| 3.    | Wales            | 4      | 2     | 2     |
| 4.    | Tschechoslowakei | 4      | 1     | 3     |
| 5.    | Belgien          | 4      | 0     | 4     |

#### Gruppe B2
| Draw | Begegnung             | Resultat | Begegnung               | Resultat |
| ---- | --------------------- | -------- | ----------------------- | -------- |
| 1    | Niederlande – Italien | 13-3     | Luxemburg – England     | 6-5      |
| 2    | England – Italien     | 8-6      | Niederlande – Bulgarien | 18-3     |
| 3    | Italien – Bulgarien   | 20-1     | Niederlande – Luxemburg | 7-4      |
| 4    | Luxemburg – Italien   | 7-3      | England – Bulgarien     | 19-2     |
| 5    | Luxemburg – Bulgarien | 12-4     | England – Niederlande   | 8-7      |

| Platz | Team        | Spiele | Siege | Ndlg. |
| ----- | ----------- | ------ | ----- | ----- |
| 1.    | England     | 4      | 3     | 1     |
| 2.    | Niederlande | 4      | 3     | 1     |
| 3.    | Luxemburg   | 4      | 3     | 1     |
| 4.    | Italien     | 4      | 1     | 3     |
| 5.    | Bulgarien   | 4      | 0     | 4     |

#### Tie Breaker
| Spiel     | Begegnung             | Resultat |
| --------- | --------------------- | -------- |
| um Rang 3 | England – Luxemburg   | 7-1      |
| um Rang 1 | England – Niederlande | 8-7      |

### Play-off

#### Gruppe A
|  | Halbfinale | Halbfinale  | Halbfinale |   |             | Finale                      | Finale                      | Finale                      |
|  |            |             |            |   |             |                             |                             |                             |
|  |            |             |            |   |             |                             |                             |                             |
|  | 1          | Schottland  | 6          |   |             |                             |                             |                             |
|  | 4          | Schweden    | 4          |   |             |                             |                             |                             |
|  |            |             |            | 2 | Deutschland | 4                           |                             |                             |
|  |            |             |            |   | 1           | Schottland                  | 3                           |                             |
|  | 2          | Deutschland | 8          |   |             |                             |                             |                             |
|  | 3          | Schweiz     | 6          |   |             | Spiel um die Bronzemedaille | Spiel um die Bronzemedaille | Spiel um die Bronzemedaille |
|  |            |             |            |   |             | 3                           | Schweiz                     | 9                           |
|  | 4          | Schweden    | 8          |   |             |                             |                             |                             |
|  |            |             |            |   |             |                             |                             |                             |

#### Finale Gruppe B
| Begegnung          | Resultat |
| ------------------ | -------- |
| Finnland – England | 5-3      |

### Barrage
um den Verbleib in der Gruppe A und die WM-Qualifikation
| Begegnung          | Resultat |
| ------------------ | -------- |
| England – Dänemark | 8-7      |

### Endstand

#### Gruppe A
| Schlüssel | Schlüssel                 |
| --------- | ------------------------- |
|           | Absteiger in die Gruppe B |

| Platz | Land        |
| ----- | ----------- |
| 1     | Deutschland |
| 2     | Schottland  |
| 3     | Schweiz     |
| 4     | Schweden    |
| 5     | Frankreich  |
| 6     | Dänemark    |
| 7     | Norwegen    |

#### Gruppe B
| Schlüssel | Schlüssel                  |
| --------- | -------------------------- |
|           | Aufsteiger in die Gruppe A |

| Platz | Land             |
| ----- | ---------------- |
| 1     | Finnland         |
| 2     | England          |
| 3     | Österreich       |
|       | Luxemburg        |
| 5     | Niederlande      |
|       | Wales            |
| 7     | Tschechoslowakei |
|       | Italien          |
| 9     | Belgien          |
|       | Bulgarien        |

## Turnier der Frauen

### Teilnehmer

#### Gruppe A
| Dänemark | Deutschland | Frankreich | Norwegen                                                                                      |
| --- | --- | --- | --------------------------------------------------------------------------------------------- |
| Skip: Helena Blach Lavrsen Third: Lene Bidstrup Second: Malene Krausey Lead: Susanne Slotsager Alternate: Dorthe Holm  | Skip: Andrea Schöpp Third: Stephanie Mayr Second: Monika Wagner Lead: Sabine Huth                                           | Skip: Annick Mercier Third: Brigitte Lamy Second: Claire Niatel Lead: Brigitte Collard Alternate: Géraldine Girod | Skip: Trine Trulsen Vågberg Third: Ellen Githmark Second: Ingvill Githmark Lead: Billie Sørum |
| Schweden | Schweiz | Schottland |                                                                                               |
| Skip: Anette Norberg Third: Anna Rindeskog Second: Cathrine Lindahl Lead: Helene Granqvist Alternate: Ann-Catrin Kjerr | Skip: Brigitte Leutenegger Third: Gisela Peter Second: Karin Leutenegger Lead: Helga Greiner Alternate: Susanne Geissbühler | Skip: Hazel Erskine Third: Edith Loudon Second: Katie Loudon Lead: Fiona Bayne                                    |                                                                                               |

#### Gruppe B
| Bulgarien                                                                                           | England | Finnland                                                                                                 |
| --------------------------------------------------------------------------------------------------- | --- | --- |
| Skip: Tatiana Yordanova Third: Elena Bacheva Second: Rumiana Karagiozova Lead: Iordanka Dimitrova   | Skip: Joan Reed Third: Venetia Scott Second: Margaret Martin Lead: Moira Davison Alternate: Christine Short | Skip: Jaana Jokela Third: Terhi Aro Second: Nina Pöllänen Lead: Heidi Koskiheimo Alternate: Sari Suvanto |
| Italien                                                                                             | Österreich                                                                                                  | Tschechoslowakei                                                                                         |
| Skip: Ann Lacedelli Third: Daniela Zandegiacomo Second: Maria Carla Lorenzi Lead: Loredana Siorpaes | Skip: Edeltraud Koudelka Third: Margit Holzer Second: Anna Egger Lead: Veronika Huber                       | Skip: Veronika Svobodova Third: Eva Senfeldova Second: Lenka Sáfránkovár Lead: Andrea Sotornikova        |

### Round Robin

#### Gruppe A
| Schlüssel | Schlüssel                   |
| --------- | --------------------------- |
|           | Play-offs                   |
|           | Tie-Breaker um Rang 3 und 4 |
|           | Tie-Breaker um Rang 6       |

| Draw | Begegnung                | Resultat | Begegnung                | Resultat | Begegnung             | Resultat |
| ---- | ------------------------ | -------- | ------------------------ | -------- | --------------------- | -------- |
| 1    | Dänemark – Schottland    | 7-6      | Norwegen – Schweden      | 8-6      | Deutschland – Schweiz | 6-5      |
| 2    | Norwegen – Schottland    | 10-3     | Dänemark – Schweiz       | 8-7      | Frankreich – Schweden | 7-6      |
| 3    | Deutschland – Norwegen   | 6-2      | Dänemark – Frankreich    | 8-5      | Schweden – Schottland | 6-4      |
| 4    | Dänemark – Deutschland   | 7-6      | Norwegen – Frankreich    | 8-2      | Schottland – Schweiz  | 8-4      |
| 5    | Schweden – Dänemark      | 8-3      | Schottland – Deutschland | 6-5      | Schweiz – Frankreich  | 8-7      |
| 6    | Schottland – Frankreich  | 9-2      | Deutschland – Schweden   | 6-5      | Schweiz – Norwegen    | 8-4      |
| 7    | Frankreich – Deutschland | 9-8      | Schweden – Schweiz       | 4-3      | Norwegen – Dänemark   | 7-4      |

| Platz | Team        | Spiele | Siege | Ndlg. |
| ----- | ----------- | ------ | ----- | ----- |
| 1.    | Norwegen    | 6      | 4     | 2     |
| 2.    | Dänemark    | 6      | 4     | 2     |
| 3.    | Deutschland | 6      | 3     | 3     |
| 4.    | Schweden    | 6      | 3     | 3     |
| 5.    | Schottland  | 6      | 3     | 3     |
| 6.    | Schweiz     | 6      | 2     | 4     |
| 7.    | Frankreich  | 6      | 2     | 4     |

#### Tie Breaker
| Spiel     | Begegnung                | Resultat |
| --------- | ------------------------ | -------- |
| um Rang 6 | Schweiz – Frankreich     | 6-5      |
| um Rang 4 | Deutschland – Schottland | 5-4      |
| um Rang 3 | Schweden – Schottland    | 13-5     |

#### Gruppe B
| Schlüssel | Schlüssel  |
| --------- | ---------- |
|           | Finalrunde |

| Draw | Begegnung                  | Resultat | Begegnung                     | Resultat | Begegnung                    |      |
| ---- | -------------------------- | -------- | ----------------------------- | -------- | ---------------------------- | ---- |
| 1    | Italien – England          | 7-5      | Finnland – Österreich         | 7-1      | Bulgarien – Tschechoslowakei | 9-1  |
| 2    | Österreich – England       | 10-3     | Italien – Bulgarien           | 13-5     | Finnland – Tschechoslowakei  | 12-2 |
| 3    | Österreich – Bulgarien     | 15-4     | Italien – Tschechoslowakei    | 6-5      | Finnland – England           | 6-5  |
| 4    | Italien – Finnland         | 10-6     | Österreich – Tschechoslowakei | 19-0     | England – Bulgarien          | 11-4 |
| 5    | England – Tschechoslowakei | 14-4     | Finnland – Bulgarien          | 10-3     | Österreich – Italien         | 7-6  |

| Platz | Team             | Spiele | Siege | Ndlg. |
| ----- | ---------------- | ------ | ----- | ----- |
| 1.    | Österreich       | 5      | 4     | 1     |
| 2.    | Finnland         | 5      | 4     | 1     |
| 3.    | Italien          | 5      | 4     | 1     |
| 4.    | England          | 5      | 2     | 3     |
| 5.    | Bulgarien        | 5      | 1     | 4     |
| 5.    | Tschechoslowakei | 5      | 0     | 5     |

### Play-off

#### Gruppe A
|  | Halbfinale | Halbfinale  | Halbfinale |   |             | Finale                      | Finale                      | Finale                      |
|  |            |             |            |   |             |                             |                             |                             |
|  |            |             |            |   |             |                             |                             |                             |
|  | 1          | Norwegen    | 10         |   |             |                             |                             |                             |
|  | 4          | Schweden    | 8          |   |             |                             |                             |                             |
|  |            |             |            | 2 | Deutschland | 5                           |                             |                             |
|  |            |             |            |   | 1           | Norwegen                    | 2                           |                             |
|  | 2          | Deutschland | 8          |   |             |                             |                             |                             |
|  | 3          | Dänemark    | 6          |   |             | Spiel um die Bronzemedaille | Spiel um die Bronzemedaille | Spiel um die Bronzemedaille |
|  |            |             |            |   |             | 3                           | Dänemark                    | 3                           |
|  | 4          | Schweden    | 9          |   |             |                             |                             |                             |
|  |            |             |            |   |             |                             |                             |                             |

#### Finalrunde Gruppe B
| Begegnung             | Resultat |
| --------------------- | -------- |
| Finnland – Italien    | 6-3      |
| Finnland – Österreich | 8-4      |
| Österreich – Italien  | 12-1     |

### Barrage
um den Verbleib in der Gruppe A und die WM-Qualifikation
| Begegnung            | Resultat |
| -------------------- | -------- |
| Schweiz – Österreich | 7-4      |

### Endstand

#### Gruppe A
| Schlüssel | Schlüssel                 |
| --------- | ------------------------- |
|           | Absteiger in die Gruppe B |

| Platz | Land        |
| ----- | ----------- |
| 1     | Deutschland |
| 2     | Norwegen    |
| 3     | Schweden    |
| 4     | Dänemark    |
| 5     | Schottland  |
| 6     | Schweiz     |
| 7     | Frankreich  |

#### Gruppe B
| Schlüssel | Schlüssel                  |
| --------- | -------------------------- |
|           | Aufsteiger in die Gruppe A |

| Platz | Land             |
| ----- | ---------------- |
| 1     | Finnland         |
| 2     | Österreich       |
| 3     | Italien          |
| 4     | England          |
| 5     | Bulgarien        |
| 6     | Tschechoslowakei |